# Bogdan Musiol
Bogdan Musiol   (Świętochłowice, 25 de juliol de 1957) és un esportista alemany que va competir per a la RDA en bobsleigh en les modalitats doble i quàdruple.
Va participar en cinc Jocs Olímpics d'hivern, entre els anys 1980 i 1994, obtenint en total set medalles: or i bronze a Lake Placid 1980, a les proves quàdruple (juntament amb Meinhard Nehmer, Bernhard Germeshausen i Hans-Jürgen Gerhardt) amb Meinhard Nehmer); dues plates a Sarajevo 1984, en doble (amb Bernhard Lehmann) i quàdruple (amb Bernhard Lehmann, Ingo Voge i Eberhard Weise); dues plates a Calgary 1988, en doble (amb Wolfgang Hoppe) i quàdruple (amb Wolfgang Hoppe, Dietmar Schauerhammer i Ingo Voge), i una plata a Albertville 1992, en quàdruple (juntament amb Wolfgang Hoppe, Axel Kühn i René).
Va guanyar set medalles al Campionat Mundial de Bobsleigh entre els anys 1978 i 1991, i deu medalles al Campionat Europeu de Bobsleigh entre els anys 1978 i 1989.